# T'as tout compris

T'as tout compris est une émission de décryptage de l'actualité destinés aux 11-14 ans. Cette émission est diffusée par France 4 depuis le 8 novembre 2015, le dimanche. Elle est animée par Hélène Roussel. L'émission s'arrête en juin 2016.

## Principe
Des élèves d'un collège définissent le sommaire et analysent un fait de société ou d'actualité.